# 拉萨尔艺术学院
拉萨尔艺术学院（英語：LASALLE College of the Arts）是一所位于新加坡的艺术学院。

## 历史
1984年在新加坡成立，有两个校区，是一所艺术类学院。和伦敦大学金匠学院是合作关系。

## 画廊

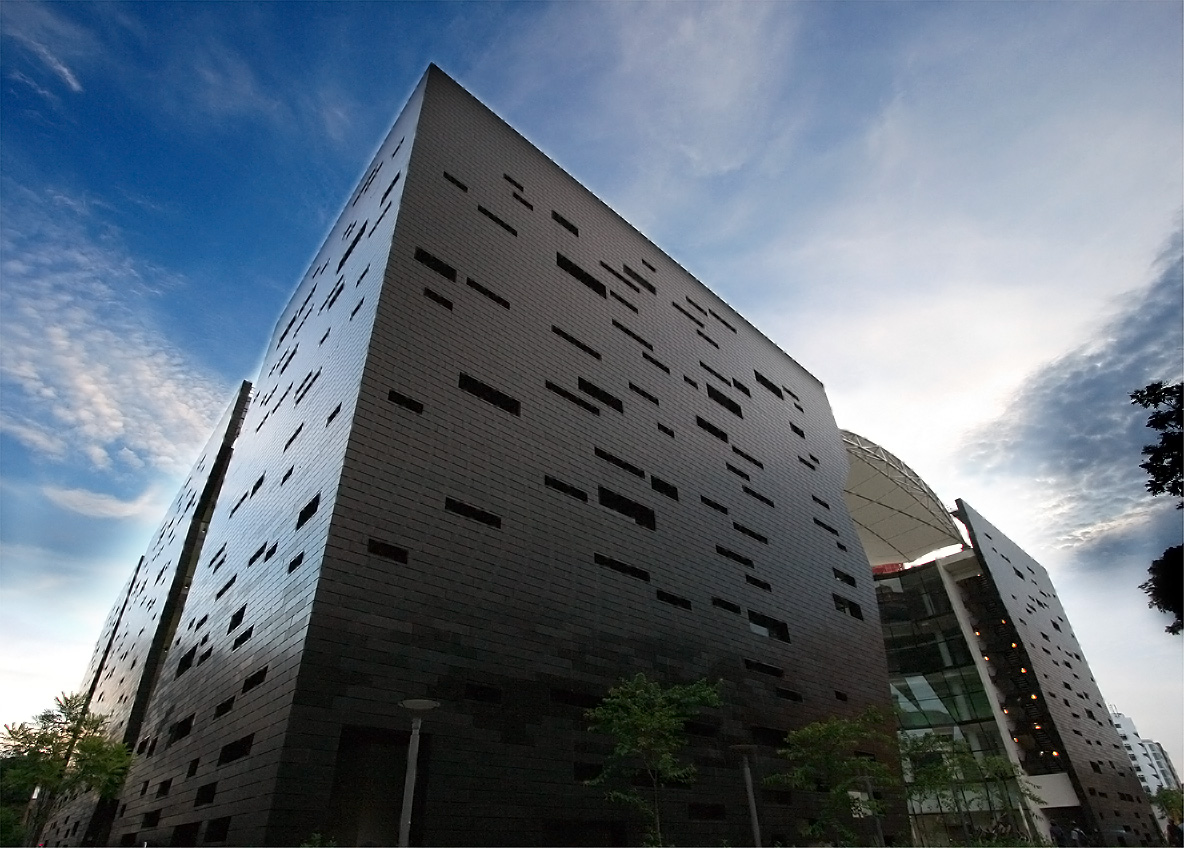
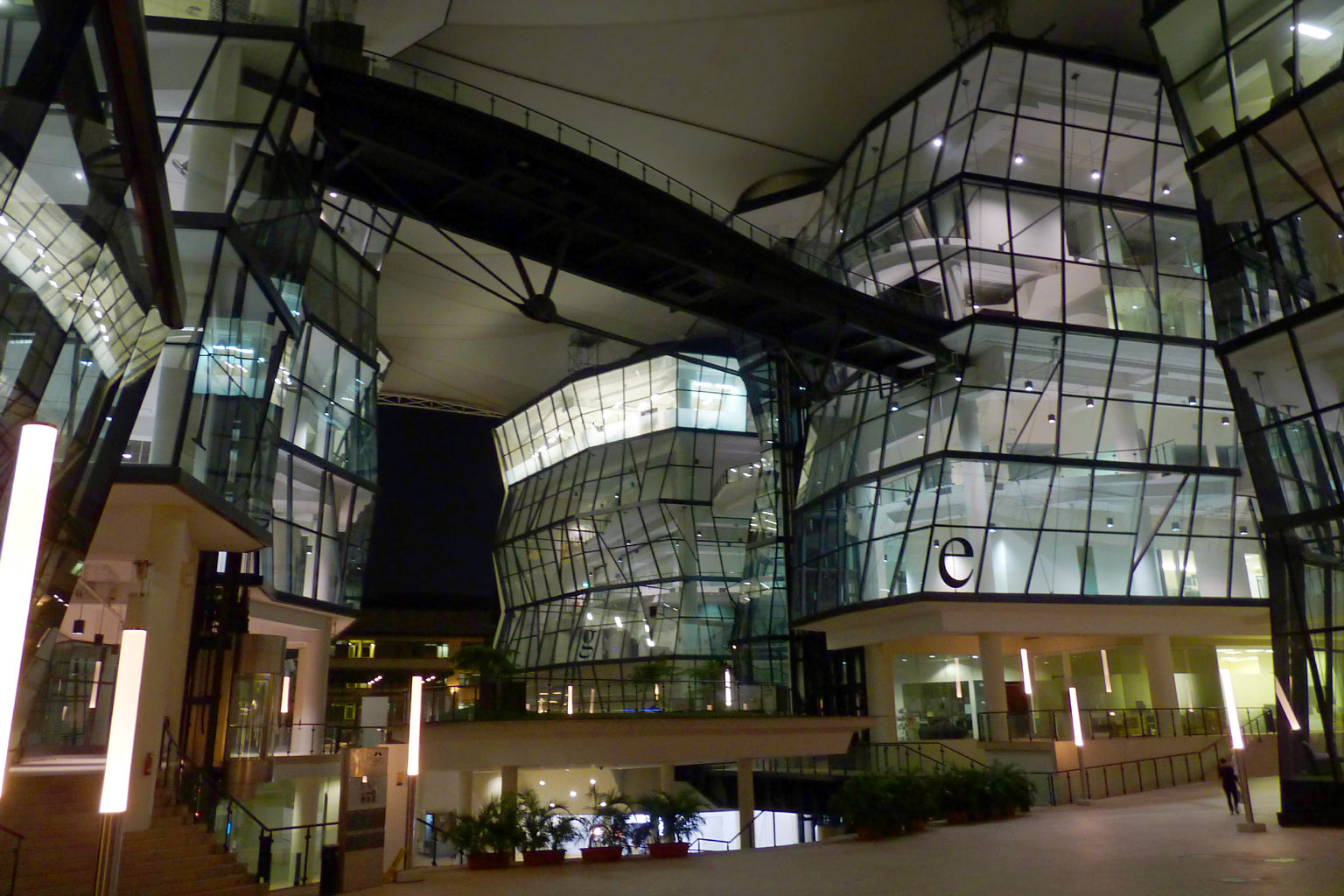
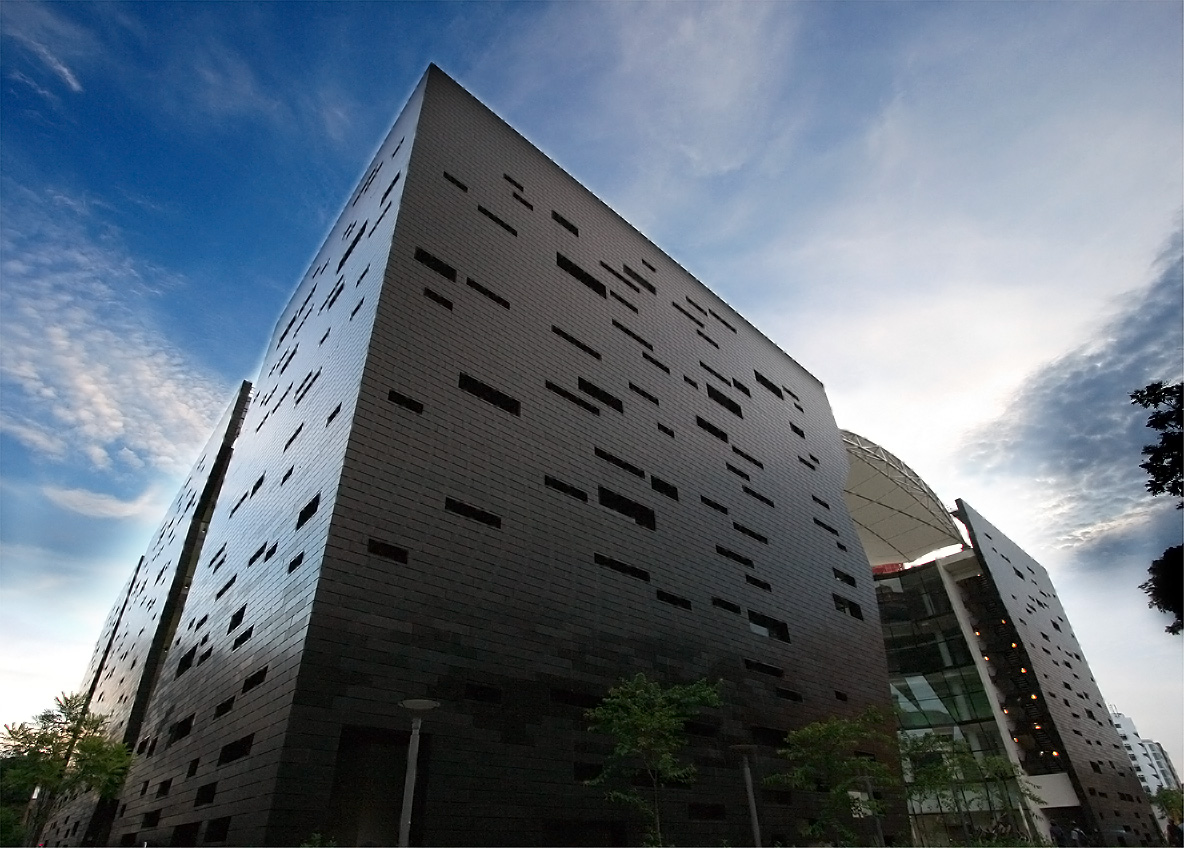
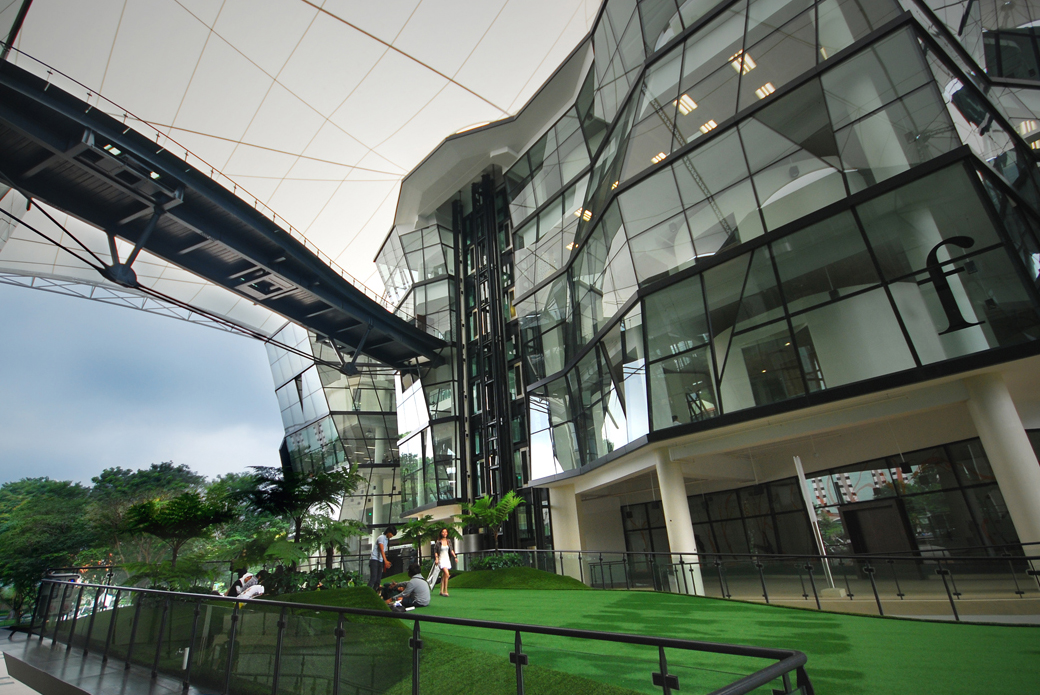
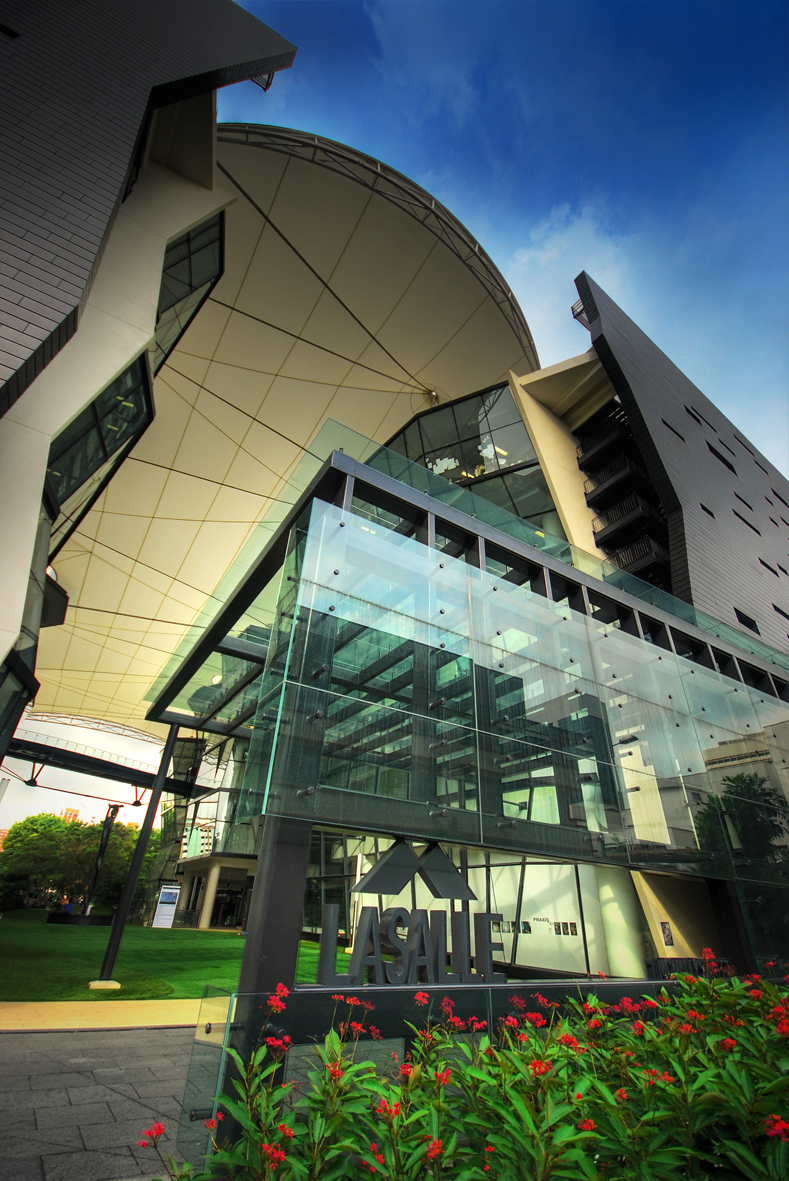
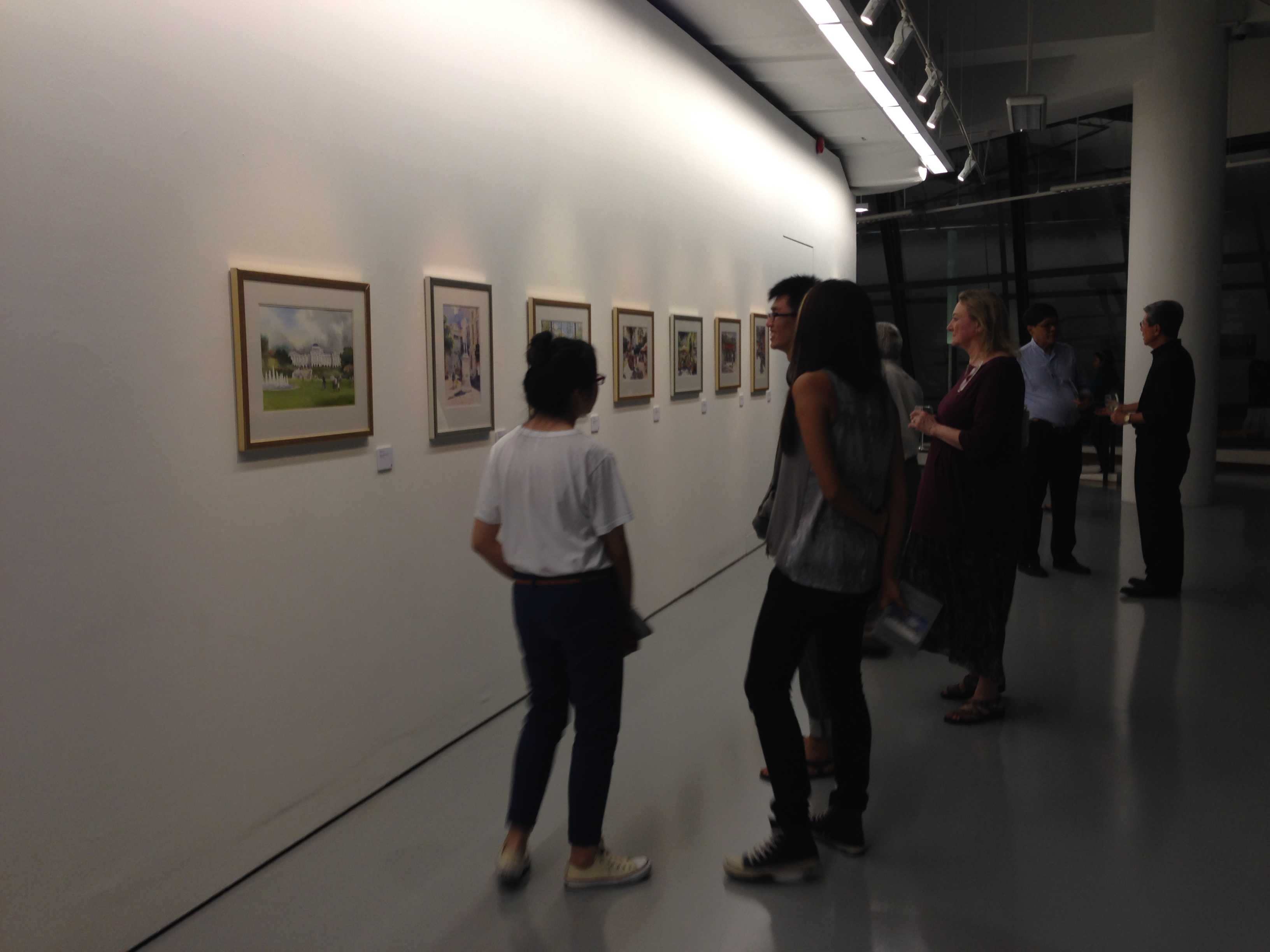